# Kana-Nad
Kana-Nadi és un riu del districte d'Hooghly a Bengala Occidental que antigament era el canal principal del riu Damodar, però modernament és un dels canals secundaris. Surt del Damodar prop de Salimabad i corre al sud-est i a l'est per tot el districte fins que s'uneix al Ghia-Nadi; el riu unit amb el nom de Kunti Nadi o Naya-sarai Khal, desaigua al riu Hugli a Naya-sarai, establint la connexió entre aquest riu i el Damodar.